# Taisei Isoe
Taisei Isoe (磯江 太勢 Isoe Taisei?), född 19 april 1997 i Tottori prefektur, är en japansk fotbollsspelare.
Isoe började sin karriär 2015 i Gainare Tottori. 2018 flyttade han till Matsue City FC.